# Stany duszy
Stany duszy (wł. Stati d’animo) – cykl 3 obrazów olejnych Umberta Boccioniego, namalowany w 2 różnych wersjach w 1911 roku. Poszczególne obrazy noszą podtytuły: Pożegnania (Gli addii), Ci, co odjeżdżają (Quelli che vanno) i Ci, co pozostają (Quelli che restano). Wersja pierwsza cyklu znajduje się w zbiorach Museo del Novecento w Mediolanie, natomiast druga – w zbiorach Museum of Modern Art w Nowym Jorku jako dar Nelsona Rockefellera z 1979 roku.

## Okoliczności

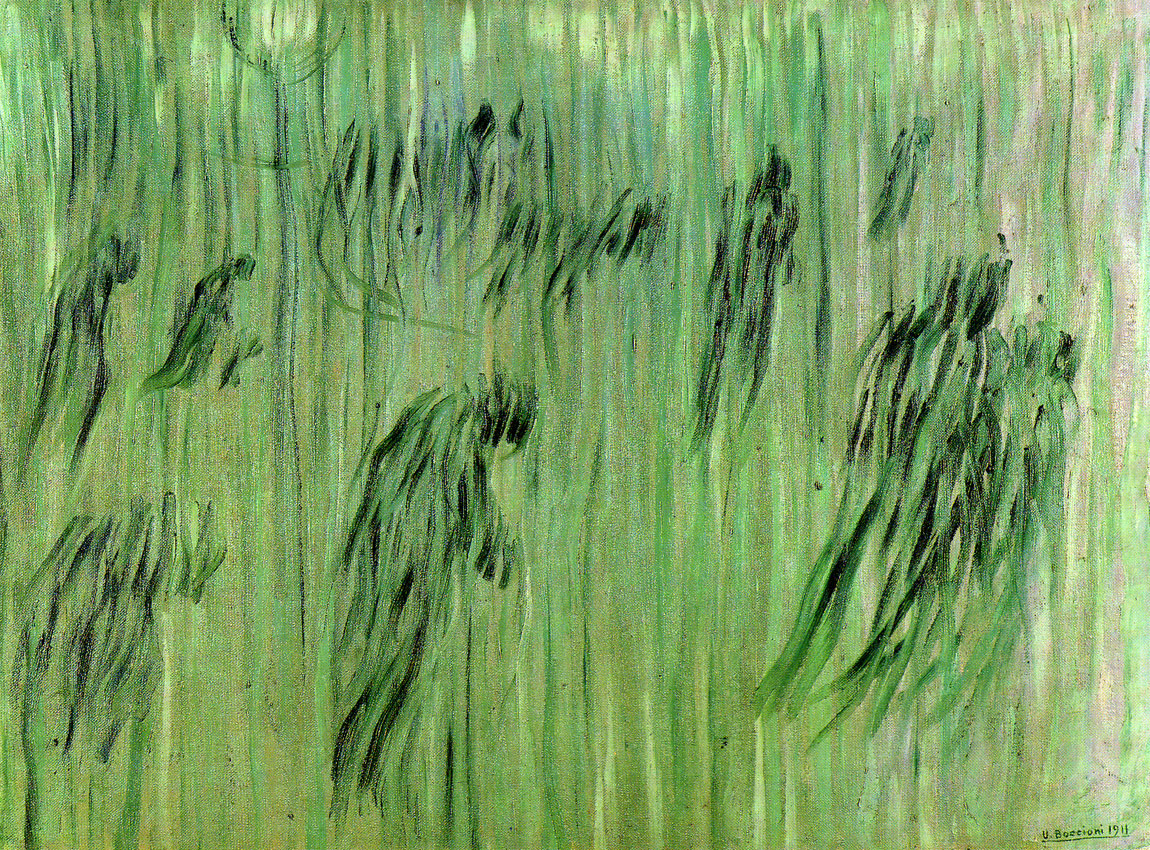
Stany duszy: Ci, co pozostają (wersja I), Museo del Novecento w Mediolanie

W latach 1909–1911 ugrupowanie włoskich artystów opublikowało szereg manifestów, w których lansowało nowy kierunek w sztuce, futuryzm, postulujący zerwanie z przeszłością. Propagatorem nowego kierunku był poeta Filippo Tommaso Marinetti, który w opublikowanym w Le Figaro Manifeście futuryzmu wyłożył jego zasady. Idee te podjęła następnie grupa artystów: Giacomo Balla, Umberto Boccioni, Carlo Carrà, Gino Severini i Luigi Russolo, która opublikowała własne manifesty: Manifest Malarzy Futurystów (Manifesto dei pittori futuristi) z 11 lutego 1910 roku i Manifest Techniczny Malarstwa Futurystycznego (Manifesto tecnico della pittura futuristica) z 11 kwietnia. Skupiając się na tematyce współczesnej malarze futurystyczni akcentowali w swych dziełach moment ruchu przedmiotu lub osoby. 
Najwcześniejszym źródłem informacji o cyklu Stany duszy jest artykuł poety Guillaume’a Apollinaire’a w gazecie Mercure de France z 16 listopada 1911 roku, w którym to artykule informował o swoim spotkaniu z Boccionim i Severinim. Boccioni przebywał akurat w Paryżu w związku z organizacją wystawy jesiennej. Według Apollinaire’a, powiedzial wówczas, iż namalował dwa obrazy, jeden przedstawiający odjazd, a drugi przyjazd, oba motywy umieszczone w scenerii dworca kolejowego. Aby wyrazić różnice w uczuciach towarzyszących obu sytuacjom użył w przypadku odjazdu linii pojedynczej. Uwaga ta odnosi się przypuszczalnie do pierwszej wersji cyklu. 
Po powrocie z Paryża Boccioni prawdopodobnie podjął na nowo temat uczuć i nastrojów w sztuce sporządzając drugą, nowocześniejszą i bardziej „francuską” wersję swego cyklu. Według historyka sztuki Maurizia Calvesiego musiał najwidoczniej przemyśleć na nowo swoją koncepcję po tym jak futuryści zmuszeni byli stawić czoła atakom ze strony Ardenga Sofficiego, orędownika kubizmu i pośredniego krytyka futurystów. Z wypowiedzi Boccionego, zawartej w jego książce Pittura, scultura futuriste wynika, iż pracował on nad Stanami duszy w trakcie swojego wykładu 29 maja 1911 roku w Circolo Artistico w Rzymie.
Stany duszy za granicą Boccioni po raz pierwszy zaprezentował 6 lutego 1912 roku na wystawie w Galerie Bernheim-Jeune w Paryżu. Wystawił wtedy również inne swoje płótna, w tym takie jak: Śmiech, Wizje symultaniczne i Ulica wchodzi do domu. W przedmowie do katalogu wystawy, napisanej w większej części przez siebie, zaproponował nowy typ obrazu, w którym widz umieszczony miał być w jego centrum, a nie jak w obrazach malowanych dotychczas – stać przed nim. Aby to osiągnąć, obraz musiał być syntezą tego, co się pamięta i tego, co się widzi. Stany duszy podczas prezentacji zostały potraktowane jako odgałęzienie kubizmu. Krytyk sztuki Louis Vauxcelles nazwał płótna Boccioniego zwykłą przeceną Braque’a i Picassa. Opinię o wpływie Picassa podzielił też Apollinaire. Boccioni natomiast w liście do przyjaciela Barbantiniego z 12 lutego stwierdził triumfująco, iż jego trzy obrazy wytyczyły nową ścieżkę. Był przekonany, że po eksploracjach światła, dokonywanych przez impresjonistów, koloru – przez Cézanne’a i formy – przez Matisse’a i Picassa (oraz kubistów) nadszedł czas, aby uwolnić się od tych poszukiwań i pójść dalej, od elementów kompozycyjnych, odkrywanych przez poprzednie epoki do kompozycji całkowitej. Starcie ze zwolennikami kubizmu tylko wzmacniało jego przekonania. Kiedy ukazała się jego książka Pittura, scultura futuriste, koledzy futuryści skrytykowali Stany duszy. Carlo Carrà w liście do Severiniego z 3 czerwca 1914 roku określił stwierdzenie Boccioniego, iż jego cykl będzie stanowił podstawę futuryzmu, jako bardziej, niż infantylne.
Oprócz dwóch olejnych wersji tryptyku istnieje również wersja rysunkowa Stanów duszy, złożona też z trzech części, wykonana ołówkiem, na wysokim poziomie technicznym, stanowiąca od strony ikonograficznej połączenie obu wersji olejnych. Kolejna wersja została wykonana jako drzeworyt na podstawie rysunków piórem, sporządzonych z kolei na podstawie obrazów olejnych. Wersja ta została przeznaczona do publikacji w czasopiśmie Der Sturm. Boccioni wykonał również pewną liczbę rysunków i studiów olejnych, które przypuszczalnie poprzedziły namalowanie obu wersji tryptyku, ponieważ dominują na nich detale realistyczne.

## Opis i interpretacja

### Interpretacja Boccioniego
Boccioni stanowczo podkreślał różnice między wolumetryczną kompozycją, którą praktykowali francuscy kubiści, a uduchowioną interpretacją swoich własnych prac. Ten punkt widzenia akcentował w przedmowach do katalogów, przygotowanych do paryskich i londyńskich wystaw swoich prac. W komentarzu zawartym w katalogu wystawy londyńskiej (Exhibition of Works by the Italian Futurist Painters, The Sackville Gallery, marzec 1912) dał własną interpretację Stanów duszy: 
1) Pożegnania przedstawił jako zamieszanie związane z odjazdem. Towarzyszące mu rzeczywiste i abstrakcyjne wrażenia oddał przy pomocy „linii siłowych” (linee di forza) i rytmów w quasi-muzycznej harmonii: kombinacja figur i przedmiotów dała w efekcie falujące linie i akordy. Wyróżnienie pewnych elementów parowozu, takich jak jego numer i profil, widocznych w górnej części obrazu oraz oderwanej przez wiatr części przedniej, znajdującej się pośrodku płótna, symbolizować miało rozstanie.
2) Ci, co odjeżdżają – stan ich ducha oddał za pomocą skośnych linii z lewej strony płótna. Kolor oznacza tu wrażenie osamotnienia, lęku i oszałamiającego zamieszania, uzupełnionego twarzami, unoszonymi przez dym i energię szybkości. Widoczne są też slupy telegraficzne i fragmentaryczny krajobraz, przez który przejeżdża pociąg.
3) Ci, co pozostają – prostopadłe linie symbolizują ich przygnębienie i bezbrzeżny smutek ściągający wszystko ku ziemi. Stan melancholii podkreślają matematycznie uduchowione sylwetki tych, którzy pozostali.

### Interpretacja współczesna
Tryptyk Boccioniego wywołuje wrażenie obezwładniającej siły i szybkości, związanych z nowoczesnymi środkami transportu. Obrazy są malarskim wyrażeniem trzech różnych, stanów uczuciowych, towarzyszących młodemu mężczyźnie w pociągu. W zgiełkliwej sytuacji, typowej dla nowoczesnego życia, dominują uczucia rozłąki i melancholii. Podróż pociągiem, ekscytująca z powodu zwycięstwa nad czasem i przestrzenią, zintensyfikowała tu podział na „tych, którzy odjeżdżają” i „tych, którzy pozostają”. Umieszczone w centrum tryptyku Pożegnania, ukazują scenę na dworcu, z odjeżdżającym pociągiem, spowitym kłębami pary, świecącymi się urządzeniami sygnalizacyjnymi, słupami telegraficznymi i rzędem par, obejmujących się przez okna wagonów. Pociąg został ukazany w sekwencyjnych, częściowo zachodzących na siebie konturach, z wnętrzem otwierającym się na zewnątrz. Pomimo ostrej krytyki użycia przez Boccioniego chronofotograficznych efektów dla oddania wrażenia ruchu na obrazie, on sam wyjaśniał, iż dobrał specyficzne detale i widoki z powodu ich pamięciowych i symbolicznych cech (jak w jego komentarzu powyżej), więc jego sekwencje nie powinny być porównywane z tymi, które rejestruje obiektyw chronofotograficznego aparatu. Zwielokrotnienie widoku pociągu wskazuje na jego zbliżanie się do dworca (z górnego, prawego narożnika obrazu), profil z numerem i oderwana przez wiatr przednia część oraz obejmujące się pary (w centrum, na pierwszym planie), a następnie odjazd (z lewej strony) symbolizują nie tylko rozstanie, ale służą również utrwaleniu się tych widoków w wyobraźni widza, i bardziej nawet, niż w pamięci artysty. Maurizio Calvesi w 1967 roku poddał głębszej analizie przestrzenno-czasową koncepcję Pożegnań, po czym stwierdził, iż obraz nie przedstawia kilku par, lecz jedną parę, powieloną w różnych punktach czasu i przestrzeni.
Siła oddziaływania poszczególnych części tryptyku polega na dzielących je zasadniczych różnicach. W Pożegnaniach jest to pomieszanie linii, form i przedmiotów tworzących obraz, który porusza się do przodu razem z pociągiem unoszonym przez wiatr w przestrzeń. W obrazie Ci, co odjeżdżają skośne linie wskazują kierunek ruchu, natomiast w Tych, co pozostają proste, pionowe linie oznaczają statyczność i znieruchomienie przedstawionej sceny. Symbolice, jaka Boccioni nadał swoim liniom, towarzyszy też dobór kolorów: czerwień – barwa ciepła oznacza ekscytację odjazdem i sekwencję pożegnań, wyrażanych słowem lub gestem, natomiast błękit – barwa zimna stwarza wyobrażenie przemieszczania się podróżnych.

## Ocena tryptyku Boccioniego
Stany duszy, krytykowane w czasach Boccioniego, są dziś uważane za szczytowe osiągnięcie estetyki futuryzmu. Raffaele Carrieri w swej książce Pittura, scultura italiana d’avanguardia (1890–1950), wydanej w 1950 roku stwierdził, iż Boccioni wyszedł poza kubistyczny sposób struktury dzieła, i, zerwawszy z wszelką kalkulacją i strukturalnym schematem, ożywił swoje krzywizny i spiralne wibracje wprawiając je w intensywny i wielobarwny ruch. Obrazy Boccioniego określił mianem „pierwszego atomowego bombardowania w malarstwie futurystycznym”. Giulio Carlo Argan, w napisanej wspólnie z Mauriziem Calvesim książce Umberto Boccioni z 1953 roku, zgłębiał sposoby, w jakich element symboliczny został przełożony na specyficzne formy w obrazach tryptyku, zaś Maurizio Calvesi w 1958 roku wskazał, iż burzliwa figuracja odjazdu stała się wirtualnym symbolem nowego stylu życia, konwulsyjnego, wprawionego w szybki rytm dzięki nowym środkom transportu. Na ten sam aspekt zwrócił uwagę Guido Ballo stwierdzając w napisanej przez siebie w 1964 roku książce Boccioni: La vita e l’opera, iż Pozegnanie stało się dla jego twórcy zasadniczym motywem nowoczesnego życia, doświadczanym jako stan duszy. Marianne W. Martin w swej książce Futurist Art and Theory, 1909–15 (1968) zaproponowała, żeby tryptyk Boccioniego pokazywać w następującej sekwencji: Ci, co odjeżdżają, Pożegnania i Ci, co pozostają.